# Viện Khoa học và Công nghệ Tiên tiến Hàn Quốc
Viện Khoa học và Công nghệ Tiên tiến Hàn Quốc (tên viết tắt: KAIST, tiếng Anh: Korea Advanced Institute of Science and Technology, tiếng Hàn: 한국과학기술원) là một trường đại học định hướng nghiên cứu khoa học và công nghệ hàng đầu và danh tiếng nhất của Hàn Quốc cũng như châu Á và thế giới. KAIST là trường đại học chuyên sâu về nghiên cứu khoa học đầu tiên ở bậc sau đại học. KAIST ban đầu được thành lập với mục đích đào tạo ra các nhà khoa học và kỹ sư phục vụ nền công nghệ đang phát triển rất mạnh mẽ ở Hàn Quốc vào những năm 1960. Đây là một trong những viện/trường đại học danh tiếng của khu vực châu Á và trên thế giới. Tạp chí AsianWeek bầu chọn KAIST là trường đại học khoa học và kỹ thuật tốt nhất của châu Á trong hai năm liên tiếp 1999 và 2000  Lưu trữ ngày 11 tháng 10 năm 2007 tại Wayback Machine. Năm 2009, KAIST xếp hạng thứ nhất của Hàn Quốc, xếp hạng thứ 21 trên thế giới về lĩnh vực Engineering và IT, đứng thứ 39 thế giới về Natural Sciences theo bảng xếp hạng của [Times - QS University Ranking] . Năm 2013, KAIST xếp thứ 3 trong danh sách những trường đại học dưới 50 năm thành lập tốt nhất thế giới [Times - QS University Ranking]. KAIST có các chương trình đào tạo bậc đại học, thạc sĩ, và tiến sĩ. 
Năm 2007, KAIST hợp tác với các cơ sở quốc tế và áp dụng các chương trình song bằng cho sinh viên của mình. Các cơ sở đối tác của nó bao gồm Đại học Công nghệ Đan Mạch, Đại học Carnegie Mellon, Viện Công nghệ Georgia, Đại học Công nghệ Berlin và Đại học Công nghệ Munich.

## Lịch sử
- Tháng 2, 1971: Trường đựợc thành lập với tên gọi ban đầu là Viện Kỹ thuật Hàn Quốc (한국과학원) trong khi tên giao dịch tiếng Anh là Korea Advanced Institute of Science (viết tắt là KAIS).
- Tháng 3, 1973: Mở chương trình đào tạo thạc sĩ.
- Tháng 12, 1975: Mở chương trình đào tạo tiến sĩ.

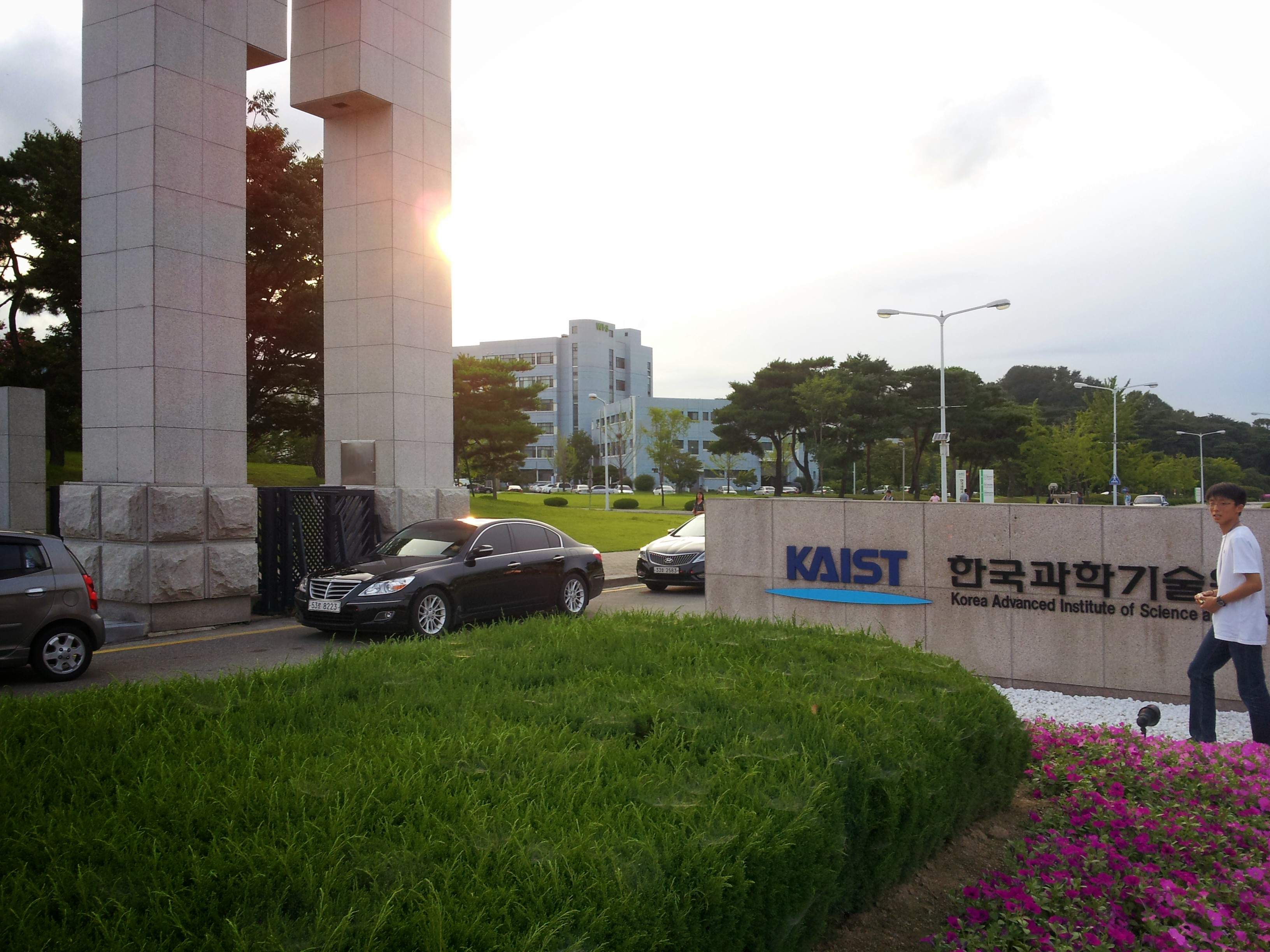

- Tháng 12, 1980: Viện Kỹ thuật Hàn Quốc (KAIS) và Viện Nghiên cứu Khoa học kỹ thuật Hàn Quốc (Korea Institute of Science and Technology – KIST) kết hợp để thành lập KAIST.

- Tháng 6, 1989: KIS tách khỏi KAIST để tái lập.
- Tháng 7, 1989: Trường Đại học Khoa học kỹ thuật Hàn Quốc được sáp nhập vào KAIST rồi cùng chuyển về Daedeok. Bộ phận ở Seoul trở thành văn phòng của KAIST tại Seoul.
- Tháng 12, 1990: Mở chương trình đào tạo bậc đại học.
- Tháng 10, 1996: Thành lập Viện Khoa học Cao cấp Hàn Quốc (고등과학원, Korea Institute of Advanced Study) trực thuộc KAIST.
- Tháng 4, 2004: Thành lập Viện Công nghệ Nano (National Nanofab Center) trực thuộc KAIST.

## Học thuật
Việc xét tuyển vào KAIST dựa trên tổng điểm trung bình, điểm trung bình các môn Toán và Khoa học, thư giới thiệu từ giáo viên, kế hoạch học tập, thư động lực và các giấy tờ khác, trường không dựa vào kết quả của bất kỳ bài kiểm tra chuẩn nào do trường tổ chức. Vào năm 2014, tỷ lệ chấp nhận học sinh địa phương là 14,9%, và đối với học sinh quốc tế là 13,2%
Trường trao học bổng toàn phần cho tất cả các sinh viên, bao gồm sinh viên quốc tế. Nghiên cứu sinh tiến sĩ được hưởng các quyền lợi miễn nghĩa vụ quân sự bắt buộc của Hàn Quốc. Gần 80% các khóa học tại KAIST được giảng dạy hoàn toàn bằng tiếng Anh.

## Các trường thành viên của KAIST
KAIST được tổ chức thành 6 trường đại học, 2 trường học và 33 khoa/bộ môn.
- Trường Khoa học tự nhiên (College of Natural Science)
- Trường Khoa học Sự sống và Kỹ thuật Y sinh (College of Life Science and Bioengineering)
- Trường Kỹ thuật (College of Engineering)
- Trường Khoa học Xã hội và Khoa học Hội nhập (College of Liberal Arts and Convergence Science)
- Trường Kinh doanh (College of Business)

KAIST cũng có ba viện liên kết bao gồm Viện Nghiên cứu Cao cấp Hàn Quốc (KIAS), Viện Công nghệ Nano (NNFC) và Viện Khoa học Hàn Quốc (KSA)

## Bảng xếp hạng và danh tiếng
Năm 2022, KAIST được xếp hạng là trường đại học xếp thứ 111 trên toàn cầu dựa trên hiệu suất tổng hợp của nó trong THE, QS và ARWU, theo báo cáo của ARTU.
Trước khi THE và QS bắt đầu xuất bản các bảng xếp hạng riêng biệt vào năm 2010, bảng xếp hạng thế giới của THE–QS World University đã xếp hạng KAIST như sau: 160th (2004), 143rd (2005), 198th (2006), 132nd (2007), 95th (2008) và 69th (2009).
KAIST đã được xếp hạng là trường đại học hàng đầu tại Hàn Quốc và xếp thứ 7 ở châu Á trong danh sách Top 100 trường đại học châu Á, là bảng xếp hạng vùng lãnh thổ đầu tiên do THE-QS World Rankings công bố.
Năm 2019, Thomson Reuters đã xếp hạng KAIST là trường đại học đứng thứ 34 trên toàn thế giới về độ sáng tạo và là trường đại học đứng thứ 2 về độ sáng tạo trong khu vực châu Á-Thái Bình Dương.
Năm 2022, KAIST được xếp hạng từ 61 đến 70 trên toàn thế giới trong bảng xếp hạng danh tiếng thế giới THE World Reputation Rankings 2022.